# آن كريمر
آن كريمر (بالفرنسية: Anne Kremer)‏ مواليد 17 أكتوبر 1975 في لوكسمبورغ، هي لاعبة كرة مضرب سابقة بدأت مسيرتها كمحترفة سنة 1998 وكانت تلعب باليد اليمنى، اعتزلت اللعب في أغسطس 2014. أعلى تصنيف لها في الفردي كان المركز الـ 18 في سنة 2002. سبق أن شاركت في دورة الألعاب الأولمبية الصيفية.

## النهائيات

### الفردي: 4 (2–2)
| الحصيلة | الرقم | التاريخ        | البطولة                             | الأرضية | المنافس           | النتيجة       |
| ------- | ----- | -------------- | ----------------------------------- | ------- | ----------------- | ------------- |
| الوصافة | 1.    | 20 نوفمبر 1999 | باتايا، تايلاند                     | صلبة    | ماغدالينا مالييفا | 6–4, 1–6, 2–6 |
| الفوز   | 1.    | 8 يناير 2000   | أوكلاند المفتوحة للسيدات، نيوزيلندا | صلبة    | كارا بلاك         | 6–4, 6–4      |
| الفوز   | 2.    | 19 نوفمبر 2000 | باتايا، تايلاند                     | صلبة    | تاتيانا بانوفا    | 6–1, 6–4      |
| الوصافة | 2.    | 22 أبريل 2001  | جائزة بودابيست الكبيرة، المجر       | ترابية  | ماغدالينا مالييفا | 6–3, 2–6, 4–6 |

## وصلات خارجية
- آن كريمر على موقع رابطة محترفات التنس (الإنجليزية)
- آن كريمر على موقع الاتحاد الدولي لكرة المضرب (الإنجليزية)
- آن كريمر على موقع كأس بيلي جين كينغ (الإنجليزية)
- آن كريمر على موقع خلاصة التنس.كوم (الإنجليزية)
- آن كريمر على موقع إي إس بي إن.كوم (الإنجليزية)
- آن كريمر على موقع اللجنة الأولمبية الدولية (الإنجليزية)
- آن كريمر على موقع أوليمبيديا (الإنجليزية)

- الموقع الرسمي